# Kurt Schrödter
Kurt Schrödter (ur. 9 lipca 1899 w Mirowie, pow. Malbork, zm. 1960 w Niemczech) – niemiecki urzędnik bankowy i działacz samorządowy.

## Życiorys
Był pracownikiem placówki Deutsche Bank w Sopocie. W 1930 wstąpił do NSDAP (nr. 370139). Objął funkcję sekretarza w Urzędzie Miejskim w Sopocie (ok. 1933); następnie p.o. nadburmistrza (1942-1943). W 1944 został powołany do Volkssturmu.